# Angela (film 1978)
Angela è un film del 1978 diretto da Boris Sagal.